# Даина Табуна
Даина Табуна (лет. Daina Tabūna, Рига, Летонија, 30. март 1985) летонска је књижевница.

## Биографија
Даина Табуна је дипломирала на Летонској академији културе. Специјализирала је позориште, филм и ТВ драму. Од 2000. године објављује прозу и чланке у културним медијима. 
Њена збирка кратких прича Pirmā reize (Први пут), савремена књига за одрастање, ушла је у ужи избор за Годишњу летонску књижевну награду (LaLiGaBa) 2014. као најбољи првенац године. Приче су јој објављиване у Великој Британији под називом The Secret Box (Тајна кутија). Дела су јој сем на енглески, превођена на литвански, словеначки, немачки и кинески језик.
Године 2022. објављена је њена књига прича за децу Lasis Stasis und Atlasijas okeāns која је оминована за награду Јанис Балтвилкс за књижевност за децу и младе. Књига је уврштена на дугу листу Летонске књижевне награде у категорији „Најбоље дело за децу“.
Године 2023. објављен је њен први роман Raganas (Вештице).